# Led Zeppelin United Kingdom Tour Summer 1969
Led Zeppelin United Kingdom Tour Summer 1969 е концертно урне на английската рок група Лед Зепелин в Обединеното кралство между 8 и 29 юни 1969 г. То включва и концерт в Париж за Френската телевизия. Това е и последното телевизионно участие на групата въобще. Кадри от него са включени в Led Zeppelin DVD през 2003 г.
Съпорт на Цепелин са групите Blodwyn Pig и The Liverpool Scene.

## История
Три от изявите са записани и по-късно излъчени по Би Би Си. На 16 юни участието е в предаването на Крис Грант Tasty Pop Sundae, на 24 същия месец – при Джон Пийл (Top Gear), а на 27 юни в Radio One In Concert. Компилация от тези дати е издаденият през 1997 г. BBC Sessions.

## Сетлист
- Communication Breakdown
- I Can't Quit You Baby
- Dazed and Confused
- White Summer / Black Mountain Side
- You Shook Me
- How Many More Times

Песни от втория албум, изпълнявани на предишното турне („Pat's Delight“ (първоначалната версия на „Moby Dick)“, „Whole Lotta Love“, и „Killing Floor“ (версия на „The Lemon Song“)), не намират място в сетлиста на тази обиколка. Вместо това групата свири парчета от Led Zeppelin I. Според някои критици замисълът е песни от Led Zeppelin II да не бъдат издавани преди излизането.
В пиратските издания на концертите (а и в тези, включени в Led Zeppelin DVD), повечето от студийните оригинали на песните са със силно променени лайв версии. „You Shook Me“ и „How Many More Times“ са удължени, а солото с лъка от „Dazed And Confused“ е вече без съпровод от бас и барабани. Краят на „Communication Breakdown“ е с променен „фънки“ ритъм и елементи от стандартите „Just A Little Bit“ и „It's Your Thing“. Единствено „I Can't Quit You Baby“ е почти като в плочата.

## Концерти
| Дата           | Град      | Държава | Място                                                          |
| -------------- | --------- | ------- | -------------------------------------------------------------- |
| 8 юни 1969 г.  | Нюкасъл   | Англия  |                                                                |
| 13 юни 1969 г. | Бирмингам | Англия  | Birmingham Town Hall                                           |
| 15 юни 1969 г. | Манчестър | Англия  | Free Trade Hall                                                |
| 16 юни 1969 г. | Лондон    | Англия  | Aeolian Hall (BBC)                                             |
| 19 юни 1969 г. | Париж     | Франция | „Tous En Scene“ TV Show, Antenne Culturelle du Kremlin Bicetre |
| 20 юни 1969 г. | Нюкасъл   | Англия  | Newcastle City Hall                                            |
| 21 юни 1969 г. | Бристъл   | Англия  | Colston Hall                                                   |
| 22 юни 1969 г. | Манчестър | Англия  |                                                                |
| 24 юни 1969 г. | Лондон    | Англия  | Maida Vale Studios (BBC)                                       |
| 26 юни 1969 г. | Портсмут  | Англия  | Portsmouth Guildhall                                           |
| 27 юни 1969 г. | Лондон    | Англия  | Playhouse Theatre (BBC)                                        |
| 28 юни 1969 г. | Бат       | Англия  | Bath Festival – Pavilion Recreational Ground                   |
| 29 юни 1969 г. | Лондон    | Англия  | Royal Albert Hall                                              |